# Hôte (biologie)
Pour les articles homonymes, voir Hôte.

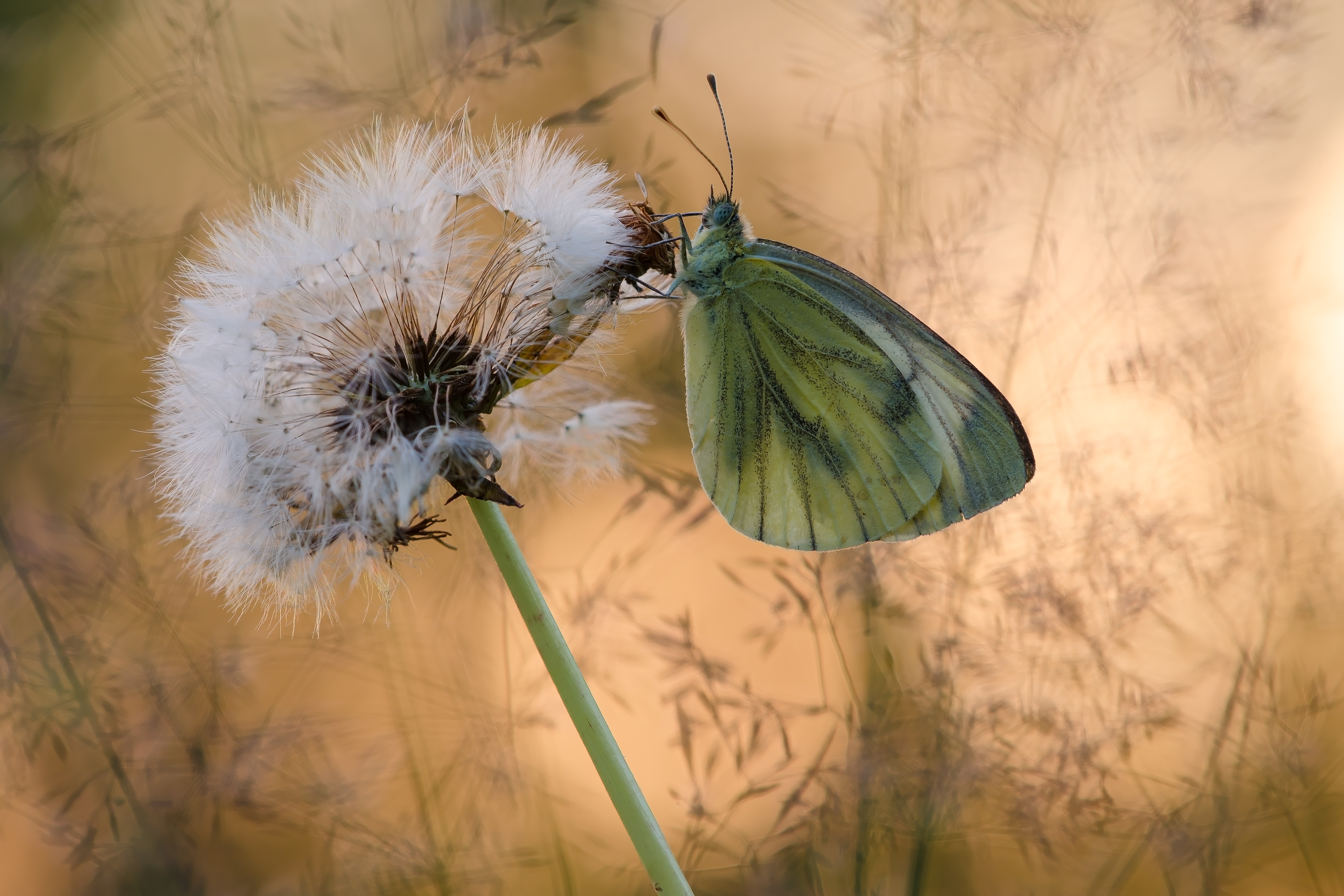
Un Piéride de la rave hôte d'un Taraxacum sect. Ruderalia dans un jardin à Kiev. Juillet 2016.

En biologie, et notamment en parasitologie, un hôte est un  organisme qui héberge un parasite, un partenaire mutuel ou un partenaire commensal, nécessaire à son cycle de vie.
Dans le cas du parasitisme, l'organisme hébergé peut provoquer des effets néfastes pour l'hôte. L'hôte doit s'adapter pour ne pas rencontrer le parasite (par exemple en modifiant son comportement). Si la rencontre a eu lieu, l'hôte doit s'adapter pour se débarrasser du parasite (immunité).
- Un hôte définitif, parfois aussi appelé hôte primaire, est un hôte chez lequel le parasite atteint sa maturité et effectue sa reproduction sexuée.
- Un hôte intermédiaire, parfois aussi appelé hôte secondaire, est un hôte chez lequel le parasite va subir une évolution larvaire et/ou va effectuer sa reproduction asexuée.
- Un hôte paraténique est un hôte surnuméraire facultatif dans le cycle de vie d'un parasite.